# Club Atlético Belgrano
Club Atlético Belgrano je argentinski nogometni klub iz grada Córdobe.

## Najveći igrači
- Osvaldo Ardiles
- José Luis Cuciuffo
- Mario Bolatti
- Juan Carlos Heredia
- Carlos Guerini
- José Luis Villarreal
- Matías Suárez